# John Shasky
John Paul Shasky, (Birmingham, Michigan, 31 de juliol de 1964) és un exjugador de bàsquet nord-americà. Amb 2.11 d'alçada, el seu lloc natural a la pista era el de pivot.

## Carrera esportiva
Va començar jugant a l'equip de la Universitat de Minnesota el 1982, i el 1986 va fer el salt a la lliga francesa per jugar amb el Cholet. La temporada següent la inicia al Basket Brescia italià, on només juga vuit partits, ja que acaba la temporada a la CBA. Comença un periple per equips de l'NBA, com els Miami Heat, els Golden State Warriors o els Dallas Mavericks, per tornar el 1991 a la lliga italiana. L'any següent signa per un equip de la lliga grega, i en el mes de desembre de la seva segona temporada a Grècia, havent canviat d'equip a final de temporada, és tallat i fitxa pel Fórum Filatélico de la lliga ACB. En acabar la temporada torna a Grècia, però tornaria a jugar novament a l'ACB la següent temporada, aquesta vegada al Joventut de Badalona.